# Kanan-Bakaché
Kanan-Bakaché est une localité et une commune rurale du Niger, département de Mayahi, région de Maradi.

## Géographie
La localité de Kanan-Bakaché est située à 21 km au sud-est du chef-lieu départemental Mayahi.
| Mayahi         | Issaouane     | Ourafane |
| Mayahi         | Kanan-Bakaché | Tessaoua |
| Sarkin Haoussa | Aguié         | Tessaoua |

## Histoire
La commune rurale de Kanan-Bakaché instaurée en 2002, est issue du canton de Kanan-Bakaché.

## Population
Lors du recensement général de 2012, la population communale est relevée à 90 540 habitants, dont 6 306 habitants pour la localité chef-lieu communal.

## Localités
La commune s'étend sur 47 villages, 31 hameaux et 10 camps au sud-est du département de Mayahi.

## Services et infrastructures
- Centre de Santé Intégré (CSI) à Kanan-Bakaché, Dan Kori, Zaroumye et Omara[5].
- Collège d'enseignement général (CEG) à Kanan-Bakaché, Zaroumye.
- Centre de formation des métiers (CFM) à Kanan-Bakaché.